# Petoševci
Petoševci (cyr. Петошевци) – wieś w Bośni i Hercegowinie, w Republice Serbskiej, w gminie Laktaši. W 2013 roku liczyła 576 mieszkańców.